# Jean-Marc Micas
Jean-Marc Micas PSS (Montélimar, 17 de junho de 1963) é um religioso francês e bispo católico romano de Tarbes e Lourdes.

## Biografia
Jean-Marc Micas formou-se em Engenharia Civil e Climatização pela Universidade Paul Sabatier em Toulouse em 1983. De 1985 a 1990, Micas frequentou o seminário Saint-Cyprien em Toulouse, onde obteve a Licenciatura em Teologia. O Arcebispo de Toulouse, André Charles Collini, ordenou-lhe diácono em 20 de maio de 1990, na igreja de Notre-Dame de l'Assomption em Villeneuve-de-Rivière e conferiu-lhe a ordenação ao presbiterato em 10 de março de 1991, na catedral de Toulouse. Ingressou posteriormente na Ordem Sulpiciana e fez sua profissão em 6 de junho de 1999.
Micas trabalhou primeiro como vigário paroquial em Saint-Gaudens (1991-1995) e depois como pároco em Labège e Escalquens (1995-1998). De 1993 a 1998, foi capelão do Movimento Eucarístico Juvenil na Arquidiocese de Toulouse e de 1997 a 2000 foi responsável pela pastoral vocacional. De 1999 a 2010, Micas foi formador no seminário regional de Saint-Cyprien em Toulouse, do qual foi superior de 2007 a 2013. Além disso, de 2000 a 2013 foi responsável pela pastoral vocacional regional e de 2006 a 2013 trabalhou no escritório diocesano para a formação dos sacerdotes. Foi também membro do Conselho Presbiteral e do Colégio dos Consultores da Arquidiocese de Toulouse (1999-2013) e do Conselho Nacional dos Seminários (2011-2013). A partir de 2013, Jean-Marc Micas era Superior Provincial da província francesa dos Sulpicianos, sendo reeleito em 2019.
Em 30 de março de 2022, o Papa Francisco o nomeou Bispo de Tarbes e Lourdes. O arcebispo de Toulouse, Guy de Kerimel, o consagrou em 29 de maio do mesmo ano na Basílica de Pio X em Lourdes; os principais co-consagradores foram o Bispo de Nîmes, Nicolas Brouwet, e o Bispo de Tulle, Francis Bestion. A posse ocorreu no dia seguinte.
Seu lema Sa miséricorde s'étend d'âge en âge ("Ele tem misericórdia de geração em geração") vem do Magnificat (Lucas 1, 50).